# Schalkenbach
Schalkenbach là một đô thị thuộc huyện Ahrweiler, bang Rheinland-Pfalz, phía tây nước Đức. Đô thị Schalkenbach có diện tích 10,28 km², dân số thời điểm ngày 31 tháng 12 năm 2006 là 845 người.